# Дур-Онгар
Дур-Онга́р (каз. Дүр Оңғар) — село у складі Кармакшинського району Кизилординської області Казахстану. Адміністративний центр Жанажольського сільського округу.
У радянські часи село називалось Енгельс, до 2010 року — Жанажол.
Населення — 2147 осіб (2021; 1726 у 2009, 2229 у 1999, 1974 у 1989).